# لشکر یازدهم پیاده‌نظام (ورماخت)
لشکر یازدهم پیاده‌نظام (آلمانی: 11. Infanterie-Division) از لشکرهای نیروی زمینی آلمان در جنگ جهانی دوم بود که از ابتدا تا انتهای جنگ جبهات غربی و شرقی حضور یافت.
این لشکر نهایتا پاییز سال ۱۹۴۴ در کورلند به محاصره نیروهای ارتش سرخ درآمد اما ماه آوریل سال ۱۹۴۵ موفق شد از طریق دریا از محاصره خارج شود.

## فرماندهی
(آخرین درجه در این مقام)

### فرمانده
- سرلشکر گونتر فن نیبلشوتز - ۱ اکتبر ۱۹۳۴ تا ۱ آوریل ۱۹۳۷
- سرلشکر ماکس بوک - ۱ آوریل ۱۹۳۷ تا ۲۳ اکتبر ۱۹۳۹
- سرلشکر هربرت فن بوکمان - ۲۳ اکتبر ۱۹۳۹ تا ۲۶ ژانویه ۱۹۴۲
- سرلشکر زیگفرید توماشکی - ۲۶ ژانویه ۱۹۴۲ تا ۷ سپتامبر ۱۹۴۳
- سرلشکر کارل بورداخ - ۷ سپتامبر ۱۹۴۳ تا ۱ آوریل ۱۹۴۴
- سرلشکر هلموت ریمان - ۱ آوریل تا ۱۸ نوامبر ۱۹۴۴
- سرتیپ گرهارد فایرآبند - ۱۸ نوامبر ۱۹۴۴ تا ۸ مه ۱۹۴۵